# Гуайтекас
Гуайтекас (исп. Guaitecas) — коммуна в Чили. Административный центр коммуны — посёлок Мелинка. Население — 1411 человек (2002). Посёлок и коммуна входят в состав провинции Айсен и области Айсен-дель-Хенераль-Карлос-Ибаньес-дель-Кампо.
Территория коммуны — 620,6 км². Численность населения — 1728 жителей (2007). Плотность населения — 2,48 чел./км².

## Расположение
Посёлок расположен в 229 км на северо-запад от административного центра области города Койайке и в 187 км на северо-запад от административного центра провинции города Пуэрто-Айсен.
Коммуна граничит:
- на востоке — с коммуной Сиснес
- на юге — c коммуной Сиснес

На западе коммуны расположен Тихий океан.
На севере коммуны расположен залив Корковадо.

## Демография
Согласно сведениям, собранным в ходе переписи Национальным институтом статистики, население коммуны составляет 1728 человек, из которых 1070 мужчин и 658 женщин.
Население коммуны составляет 1,72 % от общей численности населения области Айсен-дель-Хенераль-Карлос-Ибаньес-дель-Кампо, при этом 4,05 % относится к сельскому населению и 95,95 % — городское население.